# Achtubinskij rajon
L'Achtubinskij rajon in russo Ахтубинский район? è un rajon dell'Oblast' di Astrachan', nella Russia europea; il capoluogo è Achtubinsk.